# Кільйота
Кільйота — місто в Чилі, столиця та найбільше місто провінції Кільйота, де багато жителів мешкають у віддалених землеробських районах Сан-Ісідро, Ла-Пальма, Покочай та Сан-Педро. Це важливий сільськогосподарський центр, головним чином завдяки плантаціям дерев авокадо та черімої (заварного яблука).
Кільйота пов'язана з містом Ла Калера невеликим містечком Ла Крус. Сільське господарство і ландшафт району описав Чарльз Дарвін у своїй книзі «Подорож бігля». У сусідньому національному парку Ла-Кампана на дошці пам'яті про візит Дарвіна встановлена дошка.
Кільйота знаходиться за 120 км (75 миль) від національної столиці Сантьяго та за 60 км (37 миль) від регіональної столиці Вальпараїсо.

## Розташування
Місто розташоване за 40 км на північний схід від адміністративного центру області міста Вальпараїсо.
Комуна межує:
- на півночі — з комунами Ла-Калера, Ла-Крус
- на сході — з комуною Іхуелас
- на півдні - з комунами Лімаче, Ольмуе
- на заході — з комуною Кінтеро
- на північному заході - з комуною Пучункаві

## Історія
Долина Кільйота густо заселена близько 2000 років. На початку ця територія була заселена корінними американцями культур Бато та Лео-Лео, які мігрували в долину через родючу землю на південь від річки Аконкагуа. Ці тубільці були пізніше під впливом мапуче і Діагвітів. Діагвітам приписують розвиток місцевої культури зони Аконкагуа і були добре відомі своєю керамікою.
Пізніше Кільйота була мітмою і столицею Кулласую, південною імперією інків.
Дієго де Альмагро прибув у долину в 1536 році. Розвідники інків направили його в прекрасну і дуже родючу долину, де мешкали «кільйоти». (Ще до приїзду Альмагро іспанський солдат з Перу на ім'я Дон Гонсало Кальво де Баррієнтос був схоплений Кільйотами і жив у долині, вивчаючи місцеву мову та культуру під час полону).
Альмагро був у захваті від долини, але коли він шукав золото і не знаходив його, він повернувся до Перу. Альмагро перетнув долину Квійота та її околиці. А виявивши, що річка Аконкагуа розливається і мало можливостей знайти золото, він визнав землю занадто складною і повернувся до Перу, де був страчений.
Пізніше, в 1540 році, Педро де Вальдивія прибув до Чилі з титулом губернатора Чилі. Він прибув у долину та побудував ферми та будинки, головним чином для рабів та індіанців, які працювали на нього. Майже вся територія, зайнята нинішньою Кільйотою, була власністю де Вальдивії.
Де Вальдивія заснував тут свою фортецю між Сан-Педро та Лімаче, видобуваючи золото з гори Ла-Кампана та обробляючи долину Раутен, Ла-Пальму та Боко, беручи для себе всю територію як свою особисту власність, залишаючи долину Мапочо столицею, коли він заснував Сантьяго.
Після завоювання та протягом колоніального періоду населення збільшувалось із поєднанням рас (іспанців та аконкагуасу) та культури.
До 1585 р. Кільйота була оголошена столицею Коррегіменто де Кільйота, великої провінції між Іллапелем та Касабланкою.
У 16 столітті були зроблені спроби заснувати село в долині Кільйота з усіма особливостями та вимогами, замовленими Іспанською короною, але це не вдалося.
Лише 11 листопада 1717 року, в день Святого Мартіна, Кільйота була заснована як місто, спочатку назване «Селище Сан-Мартін-де-ла-Конча з Кільйоти» в долині, що межує з пагорбом Маяка.

## Демографія
Згідно з даними перепису населення та житла 2002 року, у Кільйоті проживало 75 916 жителів (що робить це 65-м містом у країні); з них 66 025 (87,0 %) проживали в міській місцевості та 9891 (13,0 %) у сільській місцевості. На той час налічувалось 37 191 чоловіка та 38 725 жінок.
Значна частина населення Кільйоти — це нащадки іспанських поселенців та метисів. Є ще кілька сімей із землями в долині, наданими іспанськими губернаторами.

## Міське планування
Гасло Кільйоти — «Ciudad creada con cariño», що означає «Місто, створене з турботою». Кільйота залишається одним із найтрадиційніших міст Чилі, оскільки його планування все ще переважно відповідає оригінальному колоніальному іспанському плануванню семи кварталів. Через геологічний склад ґрунту та частоту землетрусів його архітектура залишається малоповерховою (з чотириповерховим максимумом) та традиційною. Сьогодні комуна займає площу 302 км 2 (117 кв. Миль).
Враховуючи родючий ґрунт, економіка комуни в основному сільськогосподарська, і це один з головних центрів виробництва в країні.

## Школи та університети
Місто добре наділене навчальними закладами для початкової та середньої освіти. З огляду на його сільськогосподарське значення в країні, багато університетів регіону створили тут свої факультети аграрного навчання. Далі наведено перелік деяких із цих об'єктів:
- Колегіо Валле дель Аконкагуа
- Колегіо Інглес Сент-Габріель
- Колегіо Франциско де Міранда
- Колегіо Нуестра Сеньора дель Уерто
- Колегіо Сан Ігнасіо де ЛаСаль
- Колегіо Квійота Терранова
- Колегіо Нуева Ера Сігло XXI
- Колегіо Ніньо Хесус де Прага
- Колегіо Техніко Дієго Ечеверія Кастро, брати Маріст
- Інститут Рафаель Арізтія, брати Маріст
- Liceo Comercial de Quillota
- Лісео де Хомбрес Сантьяго Ескутті Оррего
- Школа аграрних досліджень Університету Католіки де Вальпараїсо.

## Туризм
У туристичному секторі тут можна відвідати багато чудових туристичних місць, таких як:
- Площа Кільйота: Для деяких, одна з найкрасивіших у країні, вставлена в серце самої Комуни. Парафія, знайдена навколо Сан-Мартін-де-Тур, монастиря Санто-Домінго, уряду провінції, муніципалітету Кільйота та ін. Повністю відремонтована в кінці 2008 року, має великий кипарис, що впав під час штормів, які обрушилися на територію в 1980-х роках, яку порізали громада, як свідок. Також є Одеон, подарований місту італійською громадою. Це місце, де ви можете побачити самі види долинних дерев, як пальми в центрі міста, разом із скульптурами, що представляють чотири пори року.
- Муніципальний парк «Аконкагуа»: Розташований на вулиці Ла-Концепція, майже біля річки Аконкагуа. База відпочинку з дитячим майданчиком, мангалом, просторими зеленими насадженнями тощо.
- «The Boco»: далеке сільське село за декілька кілометрів від центру міста. Щоб отримати до нього доступ, ви повинні перетнути автомобільний / пішохідний міст в кінці Калле Ла Консепсьйон, під'їжджаючи до цього маленького містечка. У ньому ви можете знайти «Quebrada del Pepper», що містить «Центр екотуризму» El Grillo «, аеродром Quillota та курорт» Eden "та каюти, який має каюти та кімнати для одинаків та парних, з приватним басейном, спа-центром, тренажерним залом та ін., а також парк, відкритий для громади, з великим басейном та рестораном. Неподалік Боко — Раутен, з великою кількістю дерев та прекрасною греблею, щоб провести день із родиною.
- Історико-археологічний музей та публічна бібліотека Quillota Quillota Мелвін Джонс: Історико-археологічний музей Quillota (MHAQ) був офіційно створений 5 грудня 1997 року за ініціативою дослідницького та розповсюджувального семінару історії та географії Quillota для порятунку традицій Місто археологічної спадщини. В даний час працює разом із Публічною бібліотекою в Колоніальному домі (MN), на вулиці Сан-Мартін № 336.
- Табір Сан-Ісідро «Генерал Рікардо Ізурієта Каффарена»': військовий склад, розташований у Сан-Ісідро, в Кільйоті, колишньому містечку Кавалерійської школи, а сьогодні гарнізоні 1-го кавалерійського (кінного гвардійського) полку «Гвардійські верхові гренадери» та Армійська школа кінного навчання. Тут є музей старовинних автомобілів та екіпажів, а також музей танків. Відкритий у певні дні, відвідувачі також можуть насолодитися садами та парками зі старовинними деревами, оскільки всередині є велика гумка. Він має чудові споруди, зокрема каплицю, побудовану в 1892 році та відкриту громаду Квійота у 1917 році, у стилі напівбароко (безстроковий), серед іншого скульптури та елементи, привезені переважно з Куско (Еквадор).
- Ботанічний сад «Ескаланте»: Це 1,8 км міста «Боко». Створений більше десятиліття, його спеціальністю є чилійські кактуси та інші американські країни, де рослини зустрічаються в дикій природі. Існує понад 1000 видів кактусового поля, а також колекція орхідей чилійського середовища існування (15 видів) та чилійських цибулин. Також є ділянка пальм, місцевих дерев та чагарників, екзотичних дерев та пішохідної доріжки навколо ділянки, включаючи струмок з проточною водою та місцеві рослини.
- Школа родео «The Huaso»: Розташована в сільській місцевості Ла-Пальма, ця школа розташована на родео, в прекрасному середовищі, де виділяються рідні дерева, такі як чилійська пальма, сосни араукарії та ін. Він пропонує програми для дорослих та дітей як для чоловіків, так і для жінок. Його метою є зміцнення та розвиток наших традицій промоуера хуасо та головним чином нашого національного спортивного родео. У ньому також проводяться Ігри Кріоллос, заходи, пов'язані з полем та відвідування музеїв.
- Будинок і музей Хуасо: Розташований у центрі міста муніципалітету, на Білій вулиці. Він представляє історію хуасо в Чилі та Центральній зоні. Можна завітати в будні.
- Двохсотлітній стадіон Лусіо Фарінья Фернандес: спортивний стадіон перероблений у 2010 році. Місцевий штаб футбольного клубу, Сан-Луїс-де-Кійота. Орієнтовна місткість — 7500 глядачів. Включає освітлення на конструкції даху, освітлення по периметру, табло, звукову систему, окремі сидіння (сидіння) та синтетичний крок 105 х 68 метрів, як передбачено FIFA, який можна використовувати 8 годин на день. Крім того, він забезпечує сцену для мистецьких заходів, вбиральню, керівництво редакцією приміщень і включає два тренажерні зали, кабінет медичного огляду та кабінет першої допомоги для альтернативних видів спорту, таких як бойові мистецтва. Включити можливість археологічного виставкового залу, який, як очікується, оголить майбутні залишки культурного комплексу Аконкагуа, Бато та Інка, яких вдалося врятувати під час будівництва огорожі.
- Кінь «Старий голуб»: Зробіть катання природними ландшафтами міста, величними пейзажами та незайманими. Він також пропонує сіроїди та орендує їх на весілля та / або заходи.
- Центр «Спортивний клуб Q» ': Центр заходів та спортивний комплекс, розташований за адресою 8 місцеперебування до хреста, збоку від траси 60 СН. Футбол має теніс, теніс, басейни, ресторан, спа-центр, тренажерний зал, спортивні школи та зали для занять.